# 河東碧梧桐

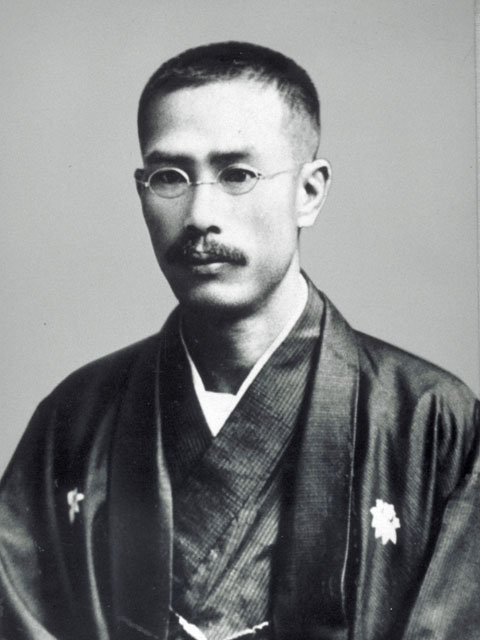

河東碧梧桐（日文：かわひがし へきごとう，1873年2月26日出生 - 1937年2月1日逝世），日本的俳人、隨筆作家。
日本愛媛縣溫泉郡千船町（現松山市千舟町）出生，伊予松山藩藩士、明教館教授河東坤的五男，本名秉五郎（日文：へいごろう）。從小和秋山真之海軍中將（也是正岡子規的好友）非常親暱，暱稱他「阿淳」。

## 經歷
1888年進入伊予尋常中學（現愛媛縣立松山東高等學校）。1889年因為正岡子規教他棒球，而把高濱虛子帶來跟正岡子規學俳句。1893年進入第三高等學校，因學制改變轉至第二高等學校後退學。
1902年正岡子規去世後，繼子規後擔任新聞日本的俳句欄編輯。1905年開始推廣不依五七五調而作的新傾向俳句，1906年至1911年還為了宣傳新傾向俳句進行兩次的全國俳句行。

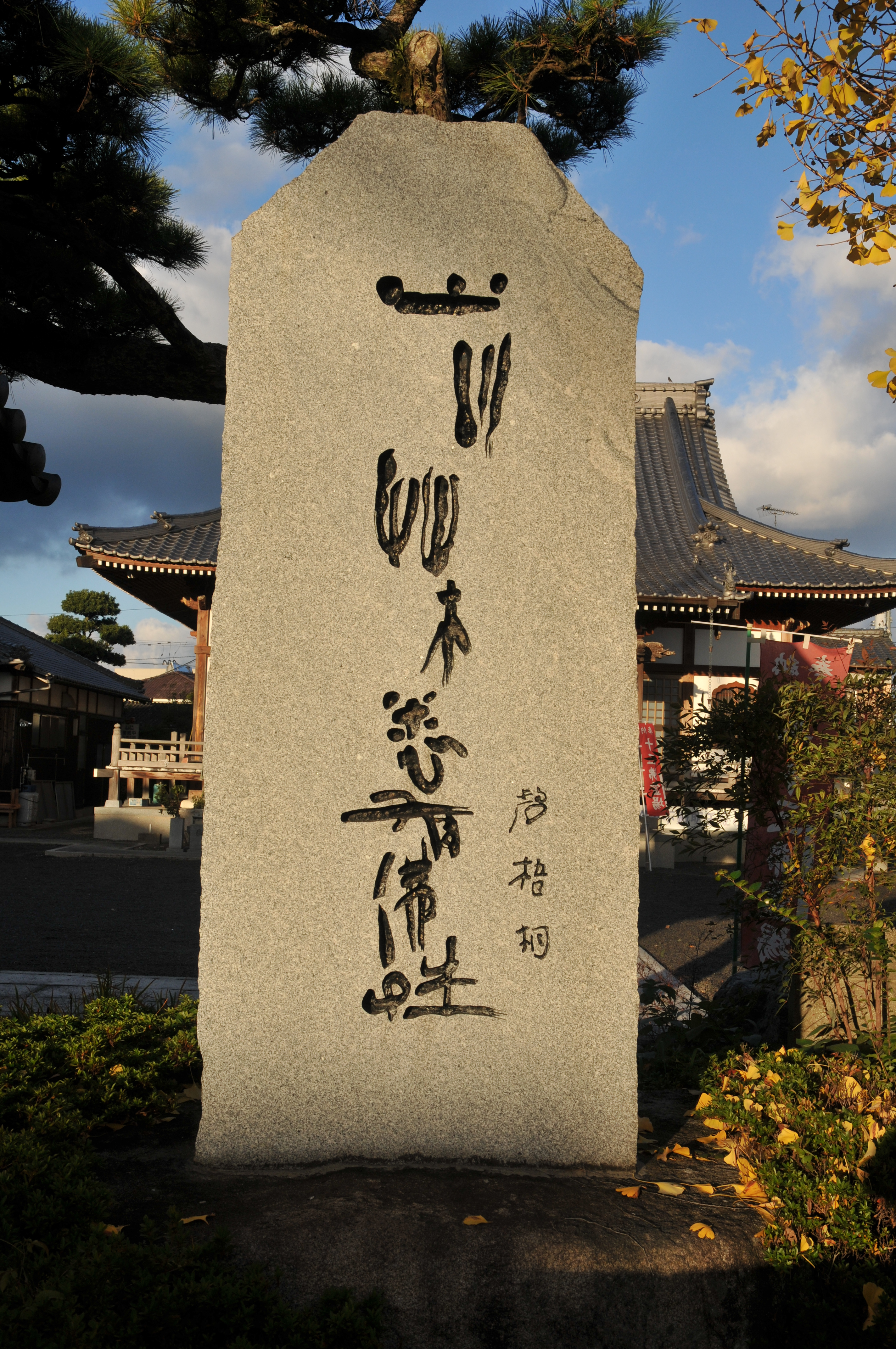
位於大連寺的河東碧梧桐墓碑

1933年3月25日的六十歲生日慶祝會上，發表從俳壇引退的消息。1937年1月因為傷寒引發敗血症，2月1日65歲的河東碧梧桐去世。遺骨分放於父母長眠的松山市寶塔寺及東京都台東區的梅林寺。

## 評論
河東碧梧桐與高濱虛子為正岡子規門下的雙壁，但碧梧桐與擁護傳統五七五調的守舊派高濱虛子有著激烈的對立。
河東碧梧桐的新傾向俳句，起初是與主宰不遵守定型與季題、自由吟詠生活感情的自由律俳句雜誌《層雲》的荻原井泉水一起活動。
但是1915年因為和荻原井泉水的意見不合而離開《層雲》，並於同年3月開始以俳句雜誌《海紅》為中心活動。碧梧桐離開《海紅》後則把工作交給中塚一壁樓。
昭和初年風間直德試作了用漢語旁註標記的旁註俳句，對此贊同的碧梧桐也試著做了一些，不過並沒有得到太大的支持。
之後從俳壇引退這件事，可以說是對俳句創作的熱情衰退，也有跟虛子抗議的成分在。
正岡子規評論河東碧梧桐跟高濱虛子時曾說過：「虛子炙熱如火；碧梧桐則涼冷如冰。」之語。

## 代表作
- 蕎麦白き道すがらなり観音寺
- 赤い椿白い椿と落ちにけり
- 相撲乗せし便船のなど時化（しけ）となり
- 雪チラチラ岩手颪（おろし）にならで止む
- ミモーザを活けて一日留守にしたベットの白く
- 曳かれる牛が辻でずっと見回した秋空だ

### 作品集
- 《三千里》
- 《新傾向句集》
- 《八年間》

## 外部連結
- 河東碧梧桐：作家別作品列表 （页面存档备份，存于）（青空文庫）
- 自由律俳句《海紅》 （页面存档备份，存于）